# 江桥抗战
江橋抗戰是中華民國國民革命軍所屬東北軍與日本帝國陸軍和投降日本的軍事力量，在中國抗日戰爭中针对日本侵略的抗战第一枪，是黑龍江戰役的序幕。日本主要目標：修復橋樑（江桥），佔領後，使得坦克車、甲車、砲車等車輛能夠順利進入東北，並且進而占領華北而作準備。

## 背景
1931年9月下旬，日本佔領辽寧、吉林两省后，即籌備谋取黑龙江省。日本认为“此刻正是夺取北满的绝好机会”，但是如果关东军准备进入这个地区，当然对苏关系也不能置之度外，所以未敢贸然直接出兵，而是收买利用汉奸为其效劳。于是以黑龙江省长、接济军火、扩充武力、給予金錢为利誘，收降了洮辽镇守使张海鹏。
10月1日，张海鹏宣布独立，自称为边防保安总司令。张利用日军提供的3000支枪、20万发子弹和20万元现金等扩充軍隊，在原有3个团共9695人的基础上，统编为8个骑兵支队、1个骑兵独立团和1个步兵独立团，准备進攻黑龙江省。
九一八事變时，黑龙江省有东北政府军3万余人，分驻扎兰屯、海拉尔、黑河、克山、满洲里、拜泉等地。
10月10日，黑河警备司令兼步兵第三旅旅长馬占山经張學良任命為代理黑龍江省主席兼代東北邊防軍駐黑龍江省副司令官，谢珂为军事副指挥兼参谋长。

## 戰況

### 抗战第一枪
10月13日，张海鹏令其旅长徐景隆带3个团为先锋向黑龙江省进犯。
15日，黑龙江省要员开会，战降意见不一。斯时，谢珂主持军务，为阻击敌军，急令警卫队团、工兵营两个连、辎重兵1连、炮兵1营开赴嫩江江桥北岸构筑阵地。16日拂晓，日派伪军向嫩江桥发起攻击，徐景隆触地雷身亡，伪军因伤亡惨重而溃退。为防止伪军再犯，守军将嫩江桥炸毁三孔，使张海鹏部队进入齐齐哈尔的企图落空，为马占山在嫩江北岸布防赢得了时间。马占山得知伪军向江桥进犯消息后，遂由黑河南下，10月20日在省会齐齐哈尔宣誓就职，布告安民，整顿社会秩序，致电前线将士奋力阻敌，以尽守土之责。并于22日发表对日抵抗宣言，“凡侵入我境者，誓决以死战”。
随后，调1个步兵旅，2个骑兵旅，3个步兵团，1个炮团，连同原有的警卫队团等，共约1.6万余人，分别部署在嫩江桥以北的大兴、汤池、三间房、昂昂溪、富拉尔基一带，组成三道防线，以加强江桥防务。
日军利用伪军侵占黑龙江的阴谋失败后，便决定直接出兵。25日，日本驻黑龙江省领事清水八百一奉命照会黑龙江省政府提出“满铁将派工修复江桥”。黑龙江省政府当即覆照，予以拒绝。26日，日军第29联队借口所谓“匪患”危险，进占四洮(四平至洮南)全线。
27日，新任齐齐哈尔特务机关长 林义秀少佐 以关东军司令部的名义向马占山提出：“迅速修复嫩江桥，限期为一周。”29日，清水根据日本外相币原喜重郎的训令通知黑龙江省政府：“直接在日军的保护下开始修桥。”这是日军进犯黑龙江省的公开信号。黑龙江省政府予以拒绝。关东军制订“关于修复嫩江桥的要领和为修理江桥的护卫要领”。同时，命令以第2师团一部组成嫩江支队，并由步兵第16联队长滨本喜三郎大佐为支队长，指挥步兵第16联队，步兵山炮队、野炮兵第2联队第1大队、骑兵第2中队、工兵第1大队第2中队、无线电1班和空军第8中队，野战医院半个，共约4000余人。11月1日，嫩江支队主力从长春和吉林出发，2日晚，集结于泰来附近。
3日，滨本派遣炮兵抢占江桥南岸有利地形构筑工事做好进攻准备，派工兵至江桥准备抢修。同时嫩江支队主力共3000人，在铁甲车和飞机掩护下进至江桥站。为避免冲突，中国军队撤至距江桥18华里之大兴一带阵地。在嫩江支队抵至泰来的当天，林义秀奉关东军司令部向黑龙江省政府发出关于修复江桥的通告：“在11月4日中午12时以前，两军撤至距桥十公里外，在修桥任务未完成前不得进入十公里之内。对不答应上述要求者，视为对日军怀有敌意，当依法诉诸武力，特此警告”。
这个“通知”，实际上是日军向黑龙江省进攻的最后通牒。马占山接到日军的通知后，立即召集军政绅商各界代表在省府开会，讨论对策。原先会上战、降两派意见仍僵持不下，後來会议决定“如果日军侵入我方阵地，即行抵抗”。
会后，马占山令警卫团团长徐宝珍立即返回前线，并令步兵第3旅李青山团长率队增援。徐到前线后根据江桥北岸地形情况，重新布防，令第1营在正面扼守江桥及铁路，第2营、第3营分别在左右高地；炮兵连及步兵第2旅吴德霖团2营在大兴站，做为预备队。

### 江桥阻击战

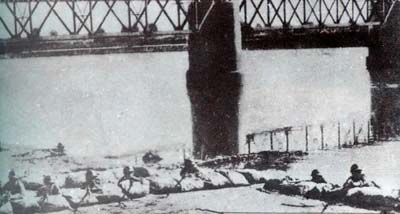
江桥抗战阵地，拍摄于1931年11月。

11月4日，战事爆发，中国军伤亡3000余众，毙敌2000余人，马占山在伤亡惨重、弹尽粮绝、乞援无望的情况下命令各部撤出阵地。
11月4日5时，日军嫩江支队主力到达江桥站，遂派小股部队突入嫩江桥左翼阵地，乘机在陈家窝堡将守军哨兵3人掳走。此时，日驻黑龙江省领事清水到省府要求协商避免两军冲突办法。经商定合组一个委员会同赴江桥劝令两军撤退。8时，黑龙江省派步兵第3旅参谋长石兰斌上校同日军驻齐齐哈尔的特务机关长林义秀少佐到江桥，令各自部队后撤。当石正向守军讲话之际，林逼迫石签字承认黑龙江省军队后撤并立即下令，石予以拒绝。9时10分，日军主力从江桥站出发，正午时分，当接近大兴站时双方开战。15时，林义秀再次向省府要求赴前线劝告双方撤军。黑龙江省政府遂派秘书韩书业、副官那边宿，会同林义秀等同乘专车去江桥，经大兴站时遭日军飞机轰炸，专车被炸毁，那副官受伤。此间，日军4000余人由滨本大佐指挥，在7架飞机、4辆坦克和40门重炮掩护下向江桥发动进攻。日军步兵500余人先突入江桥左翼阵地，继之以主力向江桥正面大兴线主阵地猛攻，企图中间突破一举占领。中国守军奋起还击。展开白刃战，日军不支遂撤向江岸，遭到预伏在芦苇中的中国军队截击。此时，日军援军赶到，在立足未稳之际又被守军骑兵夹击，一部退回，另一部被围歼。战到20时，日军败退遗尸400余具。入夜，日军连续炮击后乘船百只偷袭，待船近北岸时，潜伏在芦苇内中国军队突然开火，日军仓促应战，死伤落水者许多，余皆退回。此日中国军队伤亡300余人，日伪军傷亡1000余人。
5日4时，日军重新组织进攻。6时，以数十门大炮对守军阵地炮击。7时，日伪军8000余人在大炮和飞机掩护下，日军从中路、伪军从左右两路渡江。当船到江心时，中国军队猛烈还击，日伪军虽伤亡很大仍挣扎强渡。10时，日军占领江岸第一线阵地，守军分撤至左右两翼阵地，日军继而向第二道防线大兴阵地猛攻，遭到守军顽强抗击。
中午，马占山赶到前线指挥吴德霖团和徐宝珍团从正面反攻，急调骑兵第1旅萨布力团从两翼包抄日军。从15时血战到日暮，由于中国军队用步兵及骑兵实行包围式之反攻，日军蒙受极大之损失，不得不向后撤退。同时，守军还将伪军击溃，夺回被占之阵地。此战，中国军队伤亡200余人，日军死亡167人，伤600余人，伪军陣亡700余人。
6日，日军增调的第29联队第1大队、第76联队第3大队，第2师团第3旅团长长谷少将率第4联队、野战炮兵第2大队、工兵2中队1小队，混成第39旅团炮兵第2联队第3大队均到达江桥并加入战斗，共万余人。晨2时，日伪军又发动进攻，守军步兵第4、5团(各欠一个营)及卫队团等顽强抵抗。战到4时，又以骑兵1旅为左翼，步兵2旅两个团为右翼向日军两翼发起反击，激战4小时。战斗中，马占山亲到前线督师，士气大振，到12时将日伪军击退。旋即，日军又增大批主力军进行强攻，遂占领大兴主阵地。中国军队拼命冲杀，白刃格斗，喊杀之声震天动地，几次夺回失去的阵地。但因连日苦战，伤亡很大，又无援军，弹药告罄，工事被毁修筑不及，于当晚撤至三间房一带。此战，中国军队伤亡1850余人，毙日伪军2000余人，击落飞机1架。日军滨本支队几乎被全歼，高波骑兵队伤亡殆尽。
7日7时，大批日伪军在10架飞机掩护下，向三间房南汤池猛攻。斯时，张殿九旅和苏炳文旅1个混成团赶到反攻，战至午后将日伪军击退。此战中国军队伤300余人，毙伤日军600余人、伪军千余人。

### 三间房阻击战
三间房站是洮南至昂昂溪铁路线上的一个车站，北距齐齐哈尔70里，南距嫩江桥60里，是中国军队保卫黑龙江省省会的重要防御阵地。日军要侵占黑龙江省必占三间房才能直达齐齐哈尔。因此，争夺三间房就成江桥之战第二阶段的焦点。日军在第一阶段作战中伤亡很大，抓紧调兵遣将，极力准备再次进攻。
11月9日，关东军向日本陆军中央部提出速增派一个师团的兵力。10日午后30分，本庄繁下达了进攻三间房南之汤池东西线的命令。11日本庄又令“第2师团全力向大兴方面集结”。午后1时30分，在嫩江北岸有长谷旅团司令部、步兵第16联队、第4联队(欠第3中队)、第29联队第1大队(欠第3中队)、骑兵第2联队及配属的第28联队之第2中队，野炮兵第2联队’(欠第8中队)，工兵第2中队。嫩江南岸有野战炮兵第26联队第3大队、临时野战重炮兵大队。
针对日军的调兵遣将，中国军队也积极备战。11月7日晚，马占山主持召开军事会议，研究应敌措施并确定调整部署，重新设置三道防线。第一道防线在汤池、乌诺头、新立屯一带，其前线阵地在后依里巴、前官地、后官地等地，由骑兵第1旅吴松林部两个团防守。14日后骑兵第2旅程志远部全部投入汤池等地战斗。第二道防线在英老坟、三间房、大兴屯、小兴屯、霍托气等地，是黑军正面防御的主阵地，由暂编第1旅苑崇谷部4个团、步兵第2旅吴德林团、步兵第3旅李青山团、骑兵第1旅王克镇团、朴炳珊炮兵团，还有工程兵等保障分队防守。14日后，步兵第1旅孙洪裕团和绥化保安大队2000人加入正面防御作战。第三道防线在朱家坎、富拉尔基、昂昂溪、榆树屯等地，由步兵第1旅张殿九部2个团、骑兵2旅全部和卫队团防守。总兵力1，5万余人。日军侵占江桥和大兴只是占领黑龙江省的桥头堡，而占领黑龙江全省才是他们的真正目的。所以，当其军事准备就绪后，又开始新的军事进攻。12日上午，日军步骑兵500余人，向中国军队的前沿阵地前官地、后官地、张花园进攻，守军吴松林部奋起抗击。战至13时，阵地被日军占领，守军600余人撤向第一线阵地。
13日晨5时，日军500余人。在两架飞机配合下，向新立屯进攻，遭到守军反击，战到10时，不逞而退。午前嫩江桥修复。中午，关东军司令本庄繁下达第三次增援命令：“将第2师团剩余部队及混成第39旅团的步兵3个大队，及救护班派往大兴附近”，并令第2师团长多门中将一并指挥嫩江支队，各部于午后分别出发。日军中央部又急增3个飞行队至黑龙江省，并把在大连登陆的第4混成旅团改在朝鲜釜山登陆。下午，日军步兵骑兵3000余人在野炮30门、重炮8门的配合下向汤池、乌诺头、新立屯发动猛攻。守军奋起抵抗，战至午夜12时，日军以重大伤亡之代价占领乌诺头。
14日晨5时，日军先以少量骑兵袭扰汤池阵地，6时后700余步骑兵在两架飞机和重炮的掩护下向阵地猛攻。此时，马占山派程志远旅两个团增援汤池前线，派步兵第1旅孙鸿裕团2营增援三间房阵地。战至8时将日军击退。10时许，日军2000余人在长谷指挥下，分步、骑两支部队，采用大包围的战术，从左、右两个方向攻击汤池，激战至15日晨攻至拴马。马占山下令反击，卫队团首先冲入日军阵地，骑兵两个团从两翼包围，日军三面被围攻，不支而退。至此，共毙伤日军300余人、俘200余人，缴获炮2门、马70匹；伪军伤亡及携械逃亡者2000余人。守军为增强防御力量将绥化保安大队2000人编为独立团，加入正面阵地。15日，本庄繁奉日本陆相南次郎命令，向马占山提出马军应撤至齐齐哈尔地区、马军不得驻扎中东路以南、洮昂局管理，马不得妨碍等三项要求，被马占山拒绝。日实际上，日军未待中方答复，其第2师团长多门中将率师团主力于7时30分已到达大兴前线。
16日11时，日军步、骑兵4000余人，在10架飞机和重炮、坦克支援下，向新立屯、三家子等阵地攻击。守军奋力抵抗，战至15时，将日军击退。此战双方伤亡很大。17日10时10分，本庄繁接到陆军参谋总长关于“向齐齐哈尔以北推进。尽力以果敢行动使敌陷于溃灭”的指令，“当即决定攻击黑龙江省军”。“11时下令第2师团准备就绪后攻击当前之敌，一举攻占齐齐哈尔”。又令混成第39旅团除1个步兵中队和工兵中队外，“将其余部队调集大兴，人列于第2师团长指挥”。13时，多门师团长在后衣里巴列车内向日军各部队下达了向黑军全面进攻(重点进攻三间房)的正式命令。
17日22时，日军右翼部队，在天野指挥下，从乌诺头出发向新立屯一带左翼阵地进攻。守军吴松林旅虽有2个团，但经历次战斗伤亡很大，面对数倍强敌，竭死抵抗，打退日军十余次进攻。翌日凌晨，日军在坦克掩护下，猛烈攻击，弹发如雨。守军战壕多被毁坏，各团、营阵地被切断数十处，难以扼守，遂退往大兴屯一带第二道阵地。3时20分，日军占领新立屯。17日22时40分，日军左翼部队，在长谷指挥下，向汤池一带右翼阵地进攻。守军程志远旅与之殊死奋战。翌日2时，日军增加攻击力量，以坦克8辆、大炮30余门，肆恣猛击，守军难支，遂撤向三间房主阵地。3时，日军占领汤池。此战，双方伤亡极大。
18日晨，日军以步骑、炮、坦克和空军配合作战，向中国军队发动全面而猛烈的进攻。3时前各部队均按预定部署进至待击地域。6时30分，日军飞机和炮兵先后向三间房一线阵地轰击1小时，守军以炮还击，彼此炮声隆隆，震撼整个朔北荒原。8时许，日军采取中间突破，两翼包抄的战术开始总攻。守军奋力抵抗，日军进攻未逞。9时20分左右，多门下令预备队增援，又发动疯狂进攻。战至10时，守军右翼部队虽浴血对抗，却难固守，便退至昂昂溪。10时30分，守军左翼阵地小兴屯失守，部队且战且退至红旗营子、榆树屯一带。此时，长谷指挥步、骑兵在飞机、坦克配合下向三间房主阵地进攻。守军苑崇谷旅及张殿九旅顽强抗击。14时，日军第39混成旅团续到一个联队从三间房西侧三家子加入战斗。并与正面进攻的长谷旅团，全力夹击。15时后，日军又增加飞机12架、坦克12辆、大炮30余门，以猛烈炮火，将战壕全部摧毁。守军已激战一昼夜，米水未进，空腹苦战，拼死肉搏，喊杀之声惊天动，各旅死伤各半，无力再战，遂撤至昂昂溪。中国军连续鏖战三日，伤亡3000余众，毙敌2000余人。在三间房战斗进行最激烈时，马占山虽电致各方增援，但是“吉林军观望不动，北平方面亦无一确切指示。自洮昂路战事发生，所用子弹均黑龙江省旧存，且多霉湿不堪用。一昼夜激战，已用去十分之九，士卒虽有斗志，其奈徒手不能应战何”。马占山在伤亡惨重、弹尽粮绝、乞援无望的情况下，于18时15分下令各部撤出阵地。大部队沿齐昂路向省城撤退，留骑兵于距省城18里之乌黑马设防。22时，日军又自红旗营子追踪而至。马占山遂下令省府迁往克山，由苑崇谷旅掩护撤退，并率卫队500余人及骑兵700余扼守龙沙。
19日9时许，日军主力占领距省城15里之榆树屯，以猛烈炮火向省城轰击。17时，日军5000余人侵占齐齐哈尔。11月19日，日军占领齐齐哈尔。马占山率部沿齐克路撤往克山、拜泉、海伦一带集结。江桥之战至此结束。
根據日方資料推估，日軍在11月4日至11月19日的江橋抗戰期間，至少有119人被馬占山部擊斃，加上擊傷人數，合計死傷至少500多人。

## 江桥抗战时的张学良
江桥抗战时，张学良虽然电令马占山死守勿退，但张驻锦州部队毫“无战斗准备”（《晨报》1931年12月6日），马占山可谓孤军奋战，未获驻防锦州一带东北军的实际援助。江桥战斗结束后，张学良受到社会舆论的猛烈抨击。上海救国联合会说“黑省马军，孤军抗日，效忠疆场，张学良未能拨援”（见《申报》1931年11月23日）。市民联合会致电国民政府，指责“张学良坐视日寇侵略东北，辱国丧地，放弃职守”（同上）。全国学生抗日救国联合会亦电请政府“严惩张学良，克日出兵”（见《申报》1931年11月24日）。

## 影響
日本軍有坦克車、各式戰甲車、各式火砲及飛機支援，致使東北政府軍，因為武器、設備不如人而敗績；修復好的橋樑令日軍及其裝甲火車可作進一步的前進。
儘管未能守住大橋，馬占山將軍还是成了中國的民族英雄，江橋抗戰得到了中國和國際新聞的廣泛報導。宣傳激發了更多的志願者參加抗日義勇軍。
雖然一些有經驗的各朝代(大清帝國、滿州國、東北政府)歸鄉復員軍官和一些前朝正規部隊戰士、散兵游勇招募參與，但大多數志願者皆為農民，沒有軍事經驗。這些非正規軍人仍從1932年起，成為在中國東北地區主要的各式各樣抗日隊伍（或是敵後騷擾遊擊、鋤奸團、特遣隊、保安隊），構成了對日軍的嚴重威脅。1932年2月4日，日军佔領哈爾濱。

### 引用
1. ↑  . www.thepaper.cn. 澎湃新闻.   [2020-08-12]. （原始内容存档于2017-12-15）.
2. ↑  https://zhuanlan.zhihu.com/p/469295271

## 外部連結
- Two War Lords, TIME Magazine, Nov. 16, 1931 （页面存档备份，存于）
- NONNI RIVER BRIDGE[永久]
- The volunteer armies of northeast China